# Жакмюс, Симон Порт
Симо́н Порт Жакмю́с (фр. Simon Porte Jacquemus; род. 16 января 1990, Салон-де-Прованс, Франция) — французский модельер и дизайнер. Основатель модного бренда Jacquemus.

## Биография
Симон Жакмюс родился в городе Салон-де-Прованс на Юге Франции. Воспитывался в относительно бедной семье фермеров, воспитанием мальчика в основном занималась мать.  
В 2008 году, в возрасте 18 лет, он отправился в Париж, где в течение нескольких месяцев учился в Высшей школе искусств и техники моды (Esmod), одновременно с Оливье Рустеном. Затем он бросил учёбу ради должности помощника менеджера по работе с художниками в журнале моды Citizen K. Позднее внезапная гибель матери в автомобильной катастрофе побудила его начать собственную карьеру модельера.

## Карьера
Ему было 20 лет, когда он создал свой бренд Jacquemus. Такое название он дал из-за девичьей фамилии своей матери. Он продвигал свои дизайны, прося друзей носить его творения во время модного вечера Vogue в 2010 году в Париже. Так он получил известность и уже в 2012 году его пригласили представить свою коллекцию на Неделе моды в Париже.
Большинство тканей, используемых в его коллекциях, поставляются поставщиком спецодежды. Крой простой, с небольшим количеством деталей, но оригинальный. В 2014 году он разработал коллекцию для «La Redoute». В 2015 году он получил Специальный приз жюри на LVMH Prize, международном конкурсе, созданном Дельфиной Арно для молодых дизайнеров одежды.
В 2017 году Жакмюс добавил в свои коллекции линию обуви. В 2018 году он также объявил, что будет заниматься дизайном мужской одежды — первая линия вышла в свет в 2019 году. В дополнение к обуви Жакмюс также разрабатывает шляпы и сумки — дизайны последних стали необычайно популярными по всему миру.
Его вклад в родной регион заключается в открытии ресторана «Цитрон», который расположен в новой галерее Лафайет на Елисейских полях, запущенной 28 марта 2019 года вместо бывшего «Virgin Megastore12».
24 июня 2019 года он организовал показ, посвященный десятилетию бренда. Симон Порт пригласил представителей мира моды на лавандовое поле и представил свою новую коллекцию «Le coup de soleil».
В его коллекции весна-лето 2021 года «L'Amour» были темы простоты и романтики. «Как простая деревенская свадьба или праздник урожая» — сказал он в интервью перед показом. Шоу проходило на пшеничном поле в часе езды от Парижа, и из-за пандемии COVID-19 на нем присутствовало всего 100 гостей.
В 2020 году Симон Жакмюс вместе с французской художницей Дафной Леон выпустил коллекцию керамической посуды с объемными керамическими овощами и фруктами в лучших традициях французской пасторали.
В ноябре 2021 года Jacquemus в сотрудничестве с голландской маркой VanMoof разработал электрический велосипед.
В 2022 году Nike анонсировала свою новую женскую коллекцию с Jacquemus, показ которой состоялся в середине мая 2022 года. «Имея в виду этот образ, мы разработали женскую спортивную одежду с чувственными деталями и нейтральными цветами, а также мою собственную интерпретацию Humara, моей любимой обуви Nike» — сказал Симон Порт Жакмюс, когда его спросили о вдохновении, лежащем в основе обуви.
31 мая 2022 года стало известно, что Jacquemus прекратил поставки в Россию. По информации газеты «Ведомости», основатель бренда прислал российским партнерам «очень эмоциональное письмо», в котором причиной ухода с рынка назвал в том числе «военную спецоперацию» России на Украине.
В феврале 2023 года бренд Jacquemus получил эксклюзивные витрины в «Галери Лафайет» в Париже. В сентябре 2023 года Симон Жакмюс организовал показ на территории Версальского дворца.
В 2024 году стал кавалером ордена Искусств и литературы. Награду вручила Анна Винтур.
В 2024 году Симон Порт Жакмюс стал куратором выставки работ Франсуа-Ксавье Лаланна.

## Личная жизнь
Симон Жакмюс — открытый гей. 27 августа 2022 года он сочетался браком с итальянским цифровым агентом Марко Маэстри, после 4 лет знакомства.
В феврале 2022 года выступил против военного вторжения России на Украину и активно поддержал Украину и украинских беженцев.
20 апреля 2024 года Симон Порт Жакмюс стал отцом. У дизайнера появились на свет близнецы — Мия и Сан.

## Награды и премии
- Премия LVMH (2014)[3]
- Специальный приз жюри LVMH (2015)[26]
- Приз «Выбор режиссера моды» на премии Elle Style Awards (2017)
- Кавалер ордена Искусств и литературы (2024)[22]